# Sarsocletodes typicus
Sarsocletodes typicus är en kräftdjursart som först beskrevs av Sars 1920. Enligt Catalogue of Life ingår Sarsocletodes typicus i släktet Sarsocletodes och familjen Laophontidae, men enligt Dyntaxa är tillhörigheten istället släktet Sarsocletodes och familjen Adenopleurellidae. Arten är reproducerande i Sverige. Inga underarter finns listade i Catalogue of Life.